# Muzeum Narodowe w Kielcach
Muzeum Narodowe w Kielcach (MNKi) – placówka muzealna z ponad 100-letnią tradycją. W swoich zbiorach posiada cenne eksponaty z dziedziny malarstwa, rzemiosła artystycznego, sztuki ludowej, archeologii i przyrody.
Główną siedzibą muzeum jest pałac z XVII w., należący niegdyś do biskupów krakowskich.
Na ekspozycji stałej można zobaczyć:
- Wnętrza zabytkowe XVII–XVIII wieku,
- Sanktuarium Marszałka Józefa Piłsudskiego,
- Galeria Malarstwa Polskiego i Europejskiej Sztuki Zdobniczej,
- Gabinet Numizmatyczny.

Muzeum organizuje również liczne wystawy czasowe. W pałacu odbywają się koncerty, wykłady, warsztaty dla dzieci i młodzieży a także imprezy adresowane do rodzin.
We wrześniu 2009 Muzeum otrzymało Certyfikat ISO 9001:2008, a w 2010 pałac został przystosowany dla osób niepełnosprawnych.
Muzeum posiada również salę wystawową przy ul. Orlej oraz cztery oddziały: Muzeum Henryka Sienkiewicza w Oblęgorku, Muzeum Stefana Żeromskiego, Muzeum Dialogu Kultur i Muzeum Archeologiczne w Wiślicy.

## Historia Muzeum

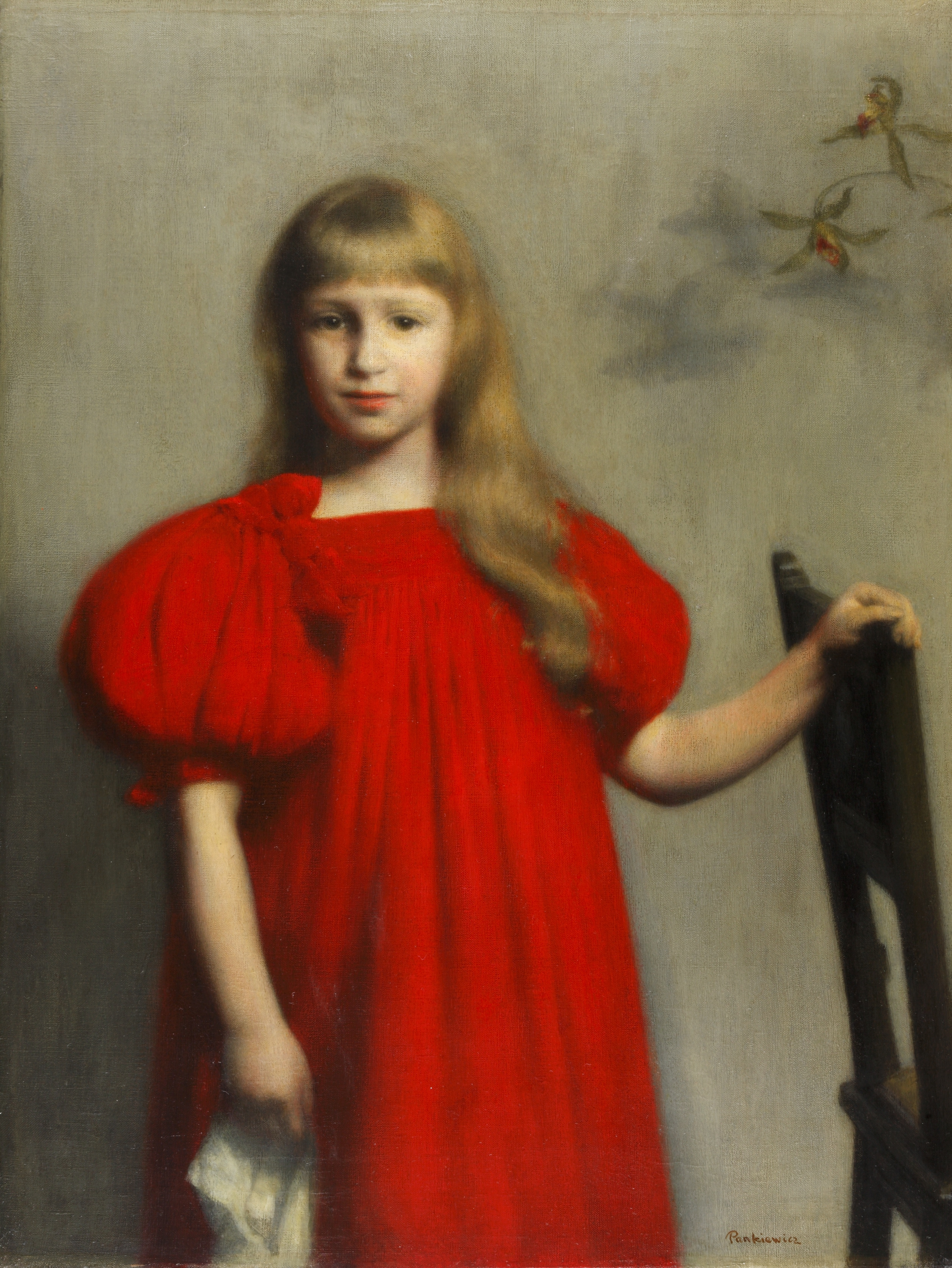
Józef Pankiewicz, Portret dziewczynki w czerwonej sukni (Józefy Oderfeldówny), 1897

Muzeum zostało powołane do życia przez Kielecki oddział Polskiego Towarzystwa Krajoznawczego w 1908, a pierwszym dyrektorem został Szymon Tadeusz Włoszek. W księdze inwentarzowej jako pierwszy eksponat figuruje okaz skamieniałego drzewa z Miedzianej Góry ze zbiorów Feliksa Rybarskiego, byłego nauczyciela szkól kieleckich; jako drugi wpisany został białogoński odlew popiersia Stanisława Staszica z oryginału Tatarkiewicza. W 1910 Muzeum posiadało już 1986 skatalogowanych obiektów. Już w 1922 czyniono starania, aby zbiory ulokować w dawnym pałacu biskupim.
Po śmierci Szymona Włoszka w 1933 kierownictwo Muzeum obejmuje Sylwester Kowalczewski, nauczyciel szkół powszechnych w Bodzentynie, Oblęgorku i Kielcach, znawca regionu. Istotną, podjętą przez niego akcją było zorganizowanie w 1936 w Warszawie wystawy Świętokrzyskiej, na której zaprezentowano dorobek regionu i miasta. Od tegoż roku muzeum przybrało miano Świętokrzyskiego. W 1938 w płd.-zach. części parteru kieleckiego pałacu (siedzibie Urzędu Wojewódzkiego w latach 1919–1939 i 1945–1971) powstało Sanktuarium Marszałka Józefa Piłsudskiego i Muzeum Legionów.
Muzeum Świętokrzyskie zostało wskrzeszone po II wojnie światowej w nowej formie prawnej przez powołane w 1945 Towarzystwo Muzeum Świętokrzyskiego, a otwarte oficjalnie przez Ministra Kultury Dybowskiego latem 1947 (jednak jego sytuacja prawna została uregulowana dopiero w 1949, kiedy zostało upaństwowione). Pierwszym dyrektorem po wojnie został Juliusz Nowak Dłużewski. W 1946 otwarto już pierwszą ekspozycję. Dyrektorem Muzeum w latach 1946–1961 był Edmund Massalski – przyrodnik i regionalista. Będąc w latach trzydziestych prezesem PTK, któremu podlegało Muzeum, otoczył je szczególną troską, przyczynił się do ocalenia cennych zbiorów w czasie wojny. Należał do komitetu organizacyjnego Muzeum. Przeobraził je z lamusa staroci w placówkę o specjalistycznych wystawach, prowadzącą badania naukowe; inspirował powstawanie nowych muzeów na Kielecczyźnie.

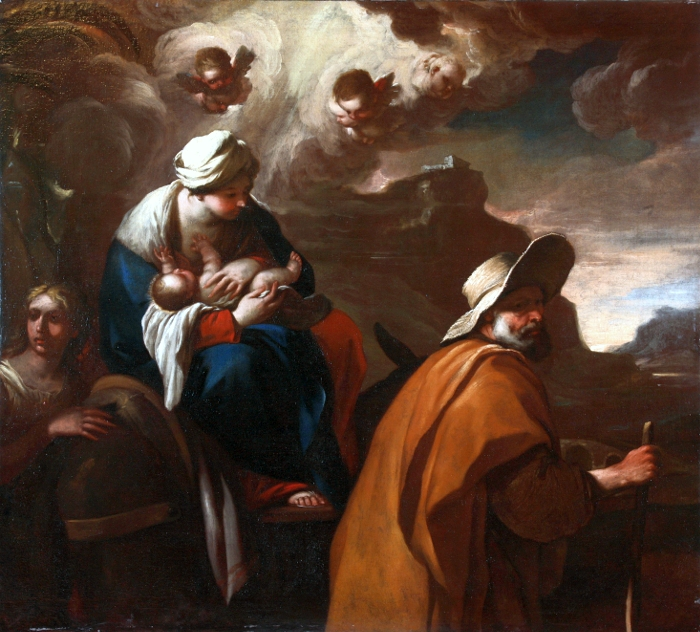
Johann Liss, Ucieczka do Egiptu, I poł. XVII w.

Pierwszą wzorowo urządzoną wystawą Muzeum Świętokrzyskiego w okresie powojennym była otwarta w listopadzie 1958 wystawa archeologiczna autorstwa Zygmunta Włodzimierza Pyzika i Janusza Kuczyńskiego, której towarzyszył przewodnik „Pradzieje ziem województwa kieleckiego”. Muzeum organizowało również placówki regionalne, m.in. w 1958 r. otwarto Muzeum Sienkiewicza w Oblęgorku, następnie w Szydłowie i w Czarnolesie.
W 1961 dyr. Massalski przeszedł na emeryturę, a jego miejsce zajął Alojzy Oborny historyk sztuki, dotychczasowy dyrektor muzeum w Raciborzu. Fatalny stan budynków sprawił, że pierwszymi czynnościami nowego dyrektora były kroki w celu podjęcia remontu, który trwał do 1967. Nie przeszkadzało to w działalności muzeum. W 1965 dzięki inwencji i zapałowi Aleksandry Dobrowolskiej otwarto Muzeum Stefana Żeromskiego. Trwa dobra passa Muzeum Sienkiewicza w Oblęgorku, które w 1967 zostało odwiedzone przez ponad 80 tys. osób. Zaczął się ukazywać Rocznik Muzeum Świętokrzyskiego. W związku z planami otwarcia Galerii Malarstwa Polskiego dokonywane są zakupy, do kolekcji trafiają obrazy takich artystów jak: Boznańska, Brandt, Fałat, Aleksander Gierymski, Grottger, Kostrzewski, Lampi, Malczewski, Malecki, Pankiewicz, Podkowiński, Siemiradzki, Wyspiański, oraz obce: Claude Callot, Luca Giordano, Johann Liss, Pierre Mignard, Andreas Möller czy David Teniers mł. Działalność staje się coraz bardziej prężna. Następuje inauguracja Ogólnopolskiego Przeglądu Filmów o Sztuce; w 1968 w sześćdziesiątą rocznicę powstania Muzeum udostępniono stałe ekspozycje: historyczną, etnograficzną i galerię malarstwa polskiego. Wciąż trwały starania o pozyskanie na cele muzealne dawnego Pałacu Biskupów Krakowskich.

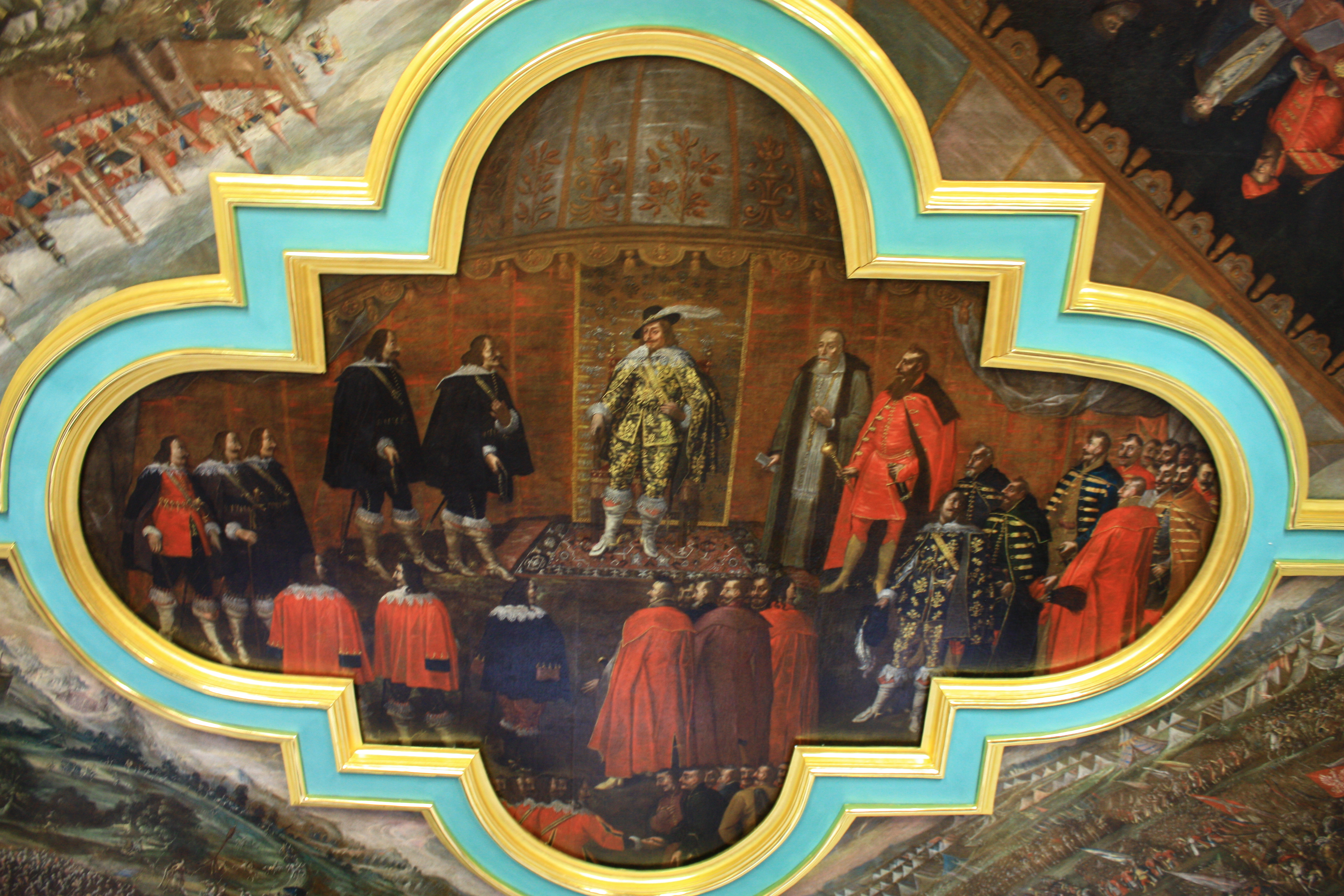
Pałac biskupi – plafon, (XVII - XVIII w.)

W 1971 Uchwałą Wojewódzkiej Rady Narodowej przekazano Muzeum Świętokrzyskiemu w Kielcach zespół pałacowy wraz z przynależnymi budynkami. Ale na życzenie władz miejskich i wojewódzkich w bardzo krótkim czasie, bo w osiem miesięcy, ma zostać otwarta stała ekspozycja w pałacu. Przestrzeń 1306,5 m zostaje zagospodarowana, a podczas uroczystego otwarcia, z ust Profesora Stanisława Lorentza pada określenie „kielecki Wawel”. W 1975 Muzeum w uznaniu zasług dla rozwoju kultury i nauki polskiej oraz wielkiego znaczenia tej placówki zarządzeniem Ministra Kultury i Sztuki podniesiono do rangi Muzeum Narodowego. Staje się jednym z siedmiu Muzeów Narodowych w Polsce.
W Muzeum stale przebiegają prace konserwatorsko – budowlane. Najważniejsze to odtworzenie schodów elewacji zachodniej z loggii do ogrodu, renowacja pierwszej kaplicy pałacowej, wymiana stolarki okiennej na parterze pałacu, odtworzenie murów obwodowych od strony północnej z rekonstrukcją siedemnastowiecznego puntone, rozpoczęto prace konserwatorskie przy stropie ramowym w Pierwszym Pokoju Senatorskim.

## Dyrektorzy muzeum
- mgr Szymon Tadeusz Włoszek[3](1908-1933)
- mgr Sylwester Kowalczewski (1933–1939)
- prof. Juliusz Nowak-Dłużewski[4] (1945–1946)
- mgr Edmund Massalski[5] (1946-1961)
- mgr Alojzy Oborny (1961-1989)
- prof. dr hab. Krzysztof Urbański (1989–1990)
- mgr Alojzy Oborny (1990-2002)
- prof. dr hab. Krzysztof Urbański (2002–2008)
- prof. dr hab. Robert Kotowski (od 2009)

## Oddziały
- Dawny Pałac Biskupów Krakowskich

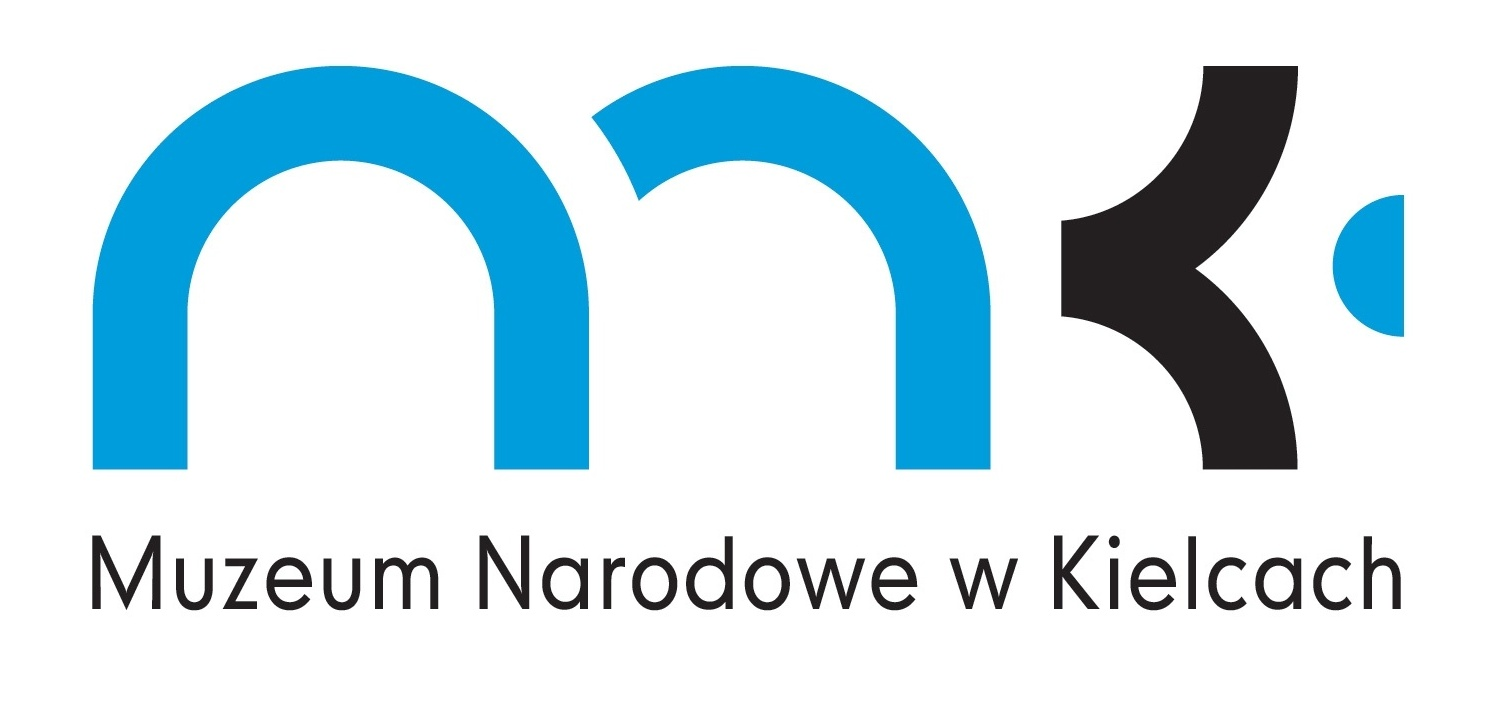
Logo MNK

- Pałacyk Henryka Sienkiewicza w Oblęgorku
- Muzeum Stefana Żeromskiego
- Muzeum Dialogu Kultur
- Muzeum Archeologiczne w Wiślicy

## Wybrane dzieła ze zbiorów muzeum

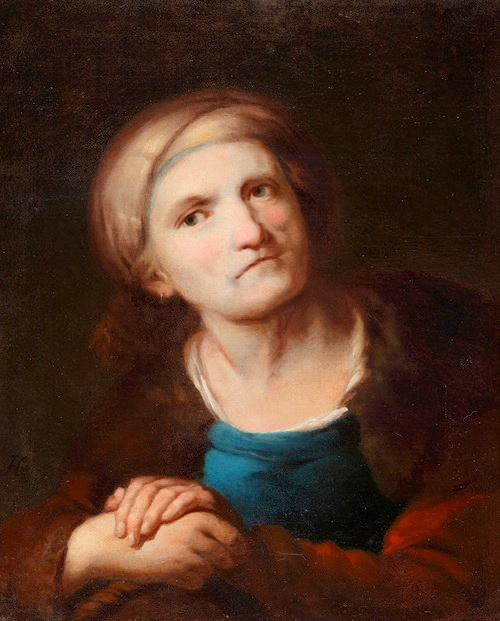
Rafał Hadziewicz Sibilla
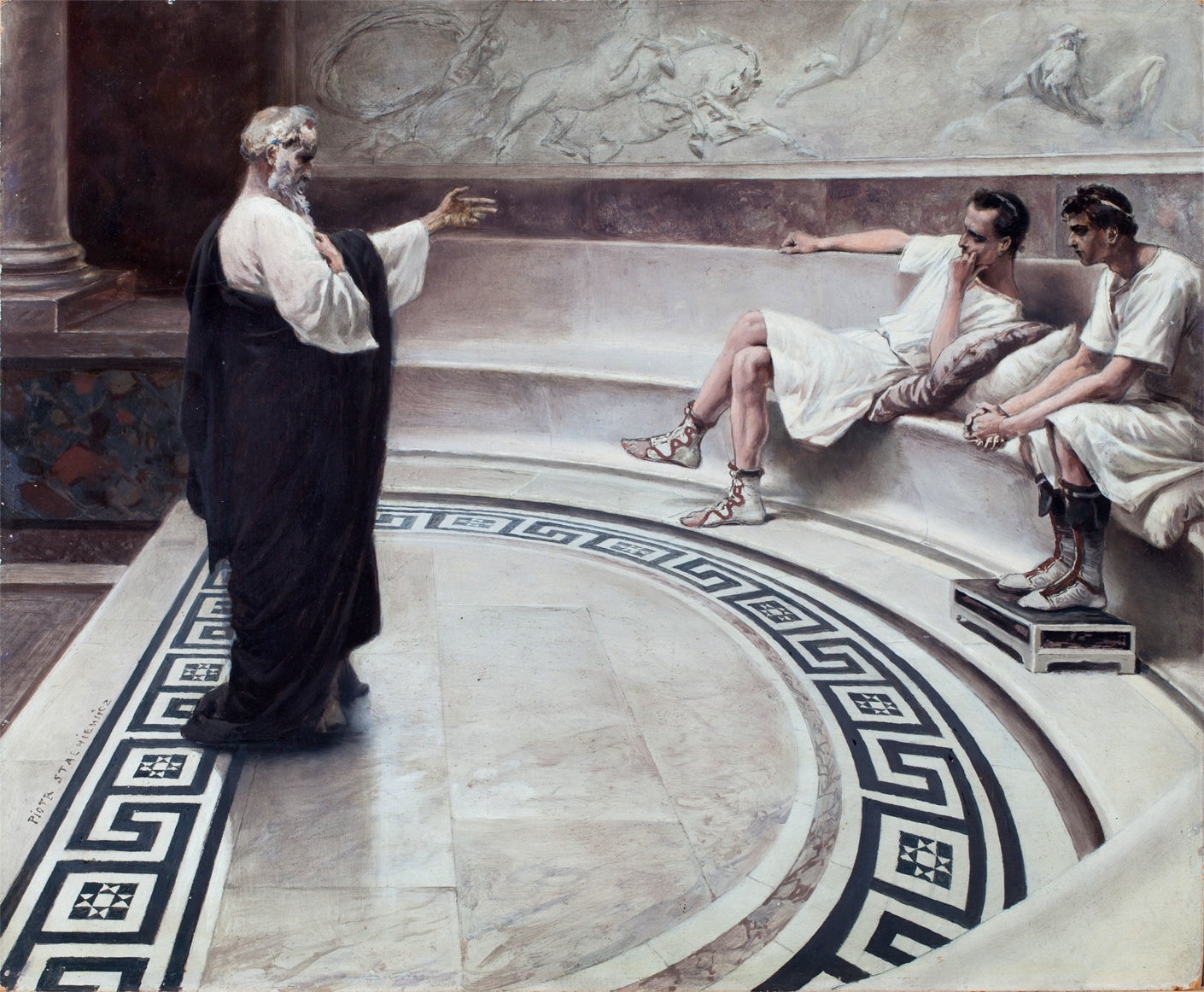
Piotr Stachiewicz Dysputa Św. Pawła z Petroniuszem
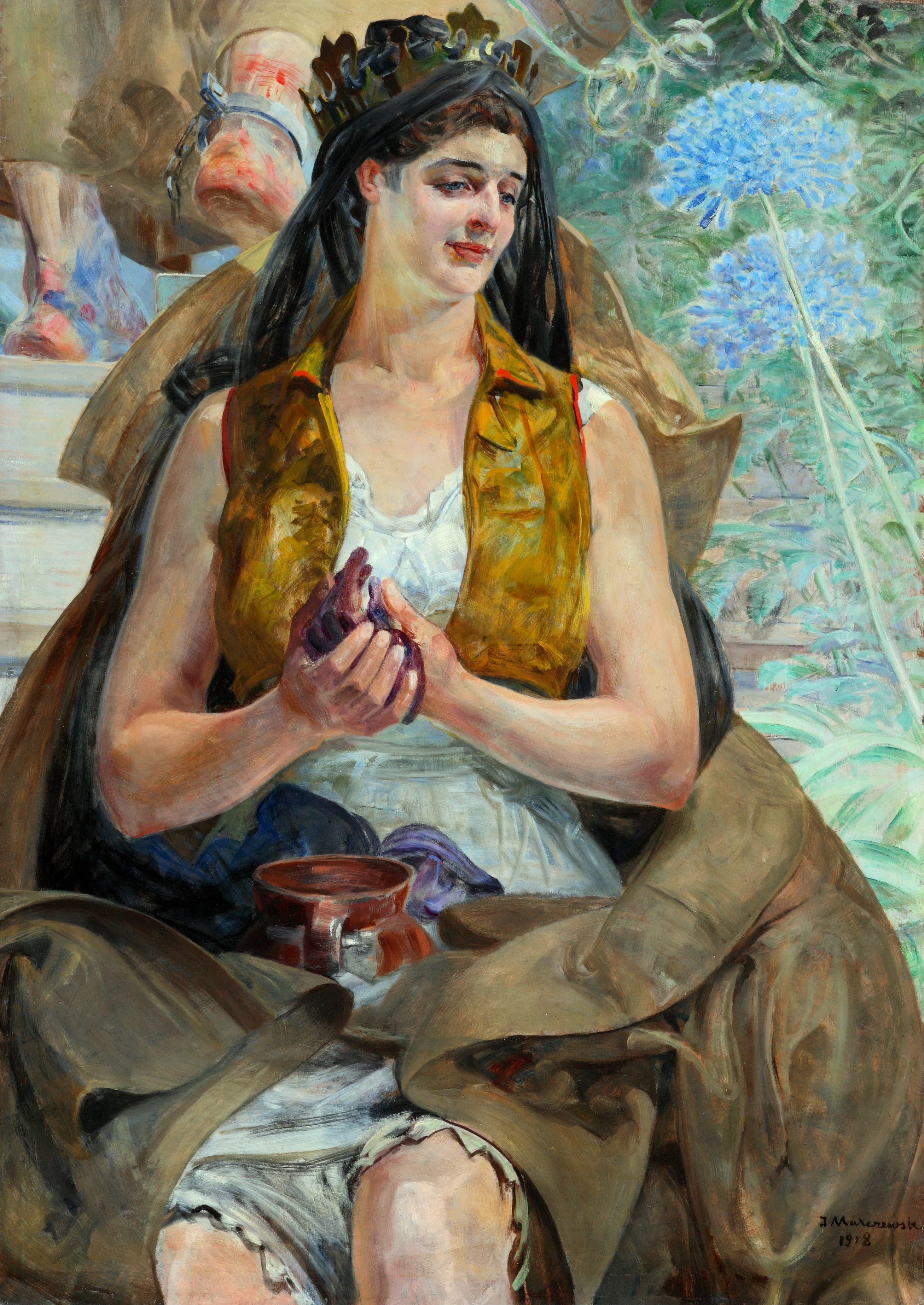
Jacek Malczewski Polonia
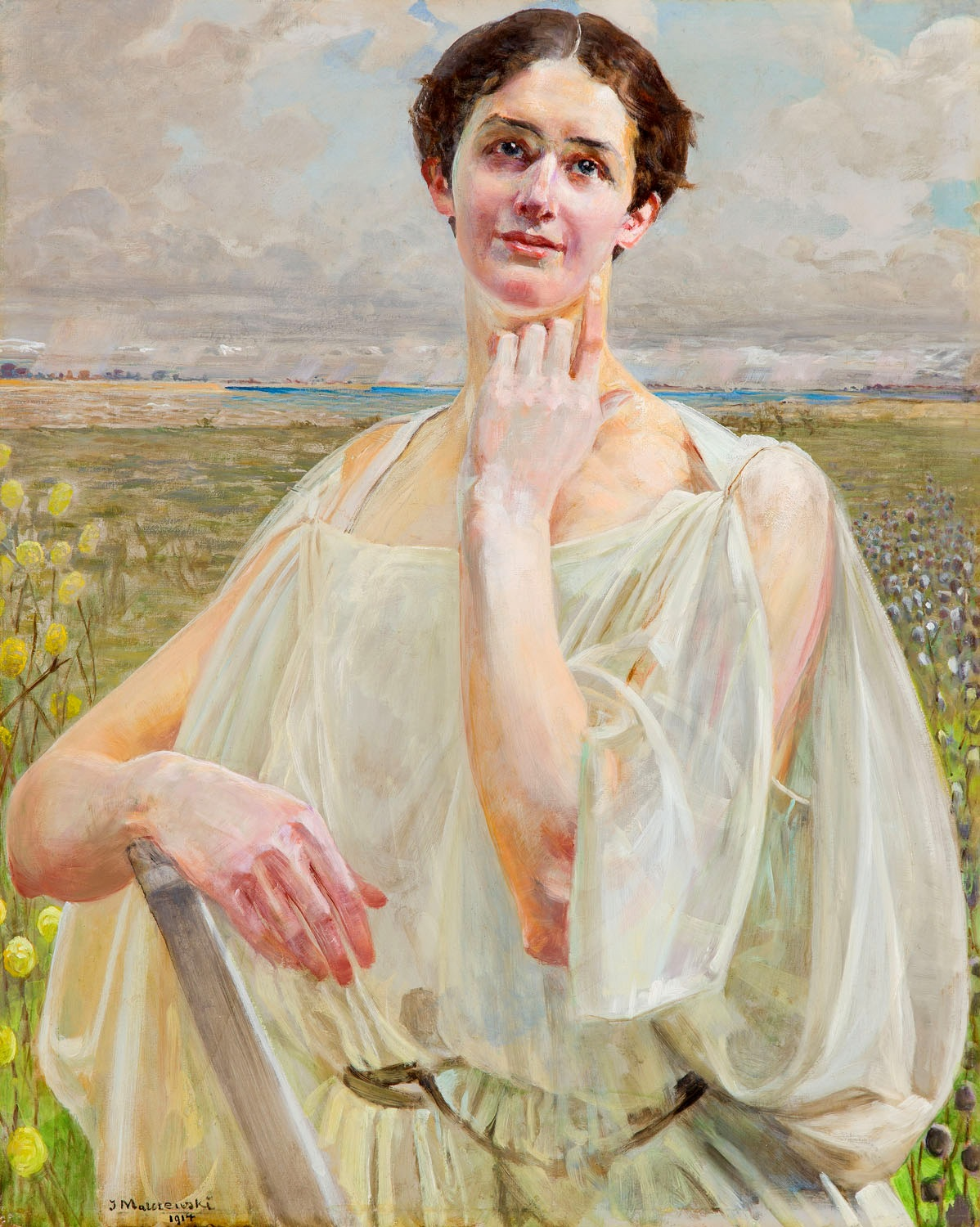
Jacek Malczewski Wiosna
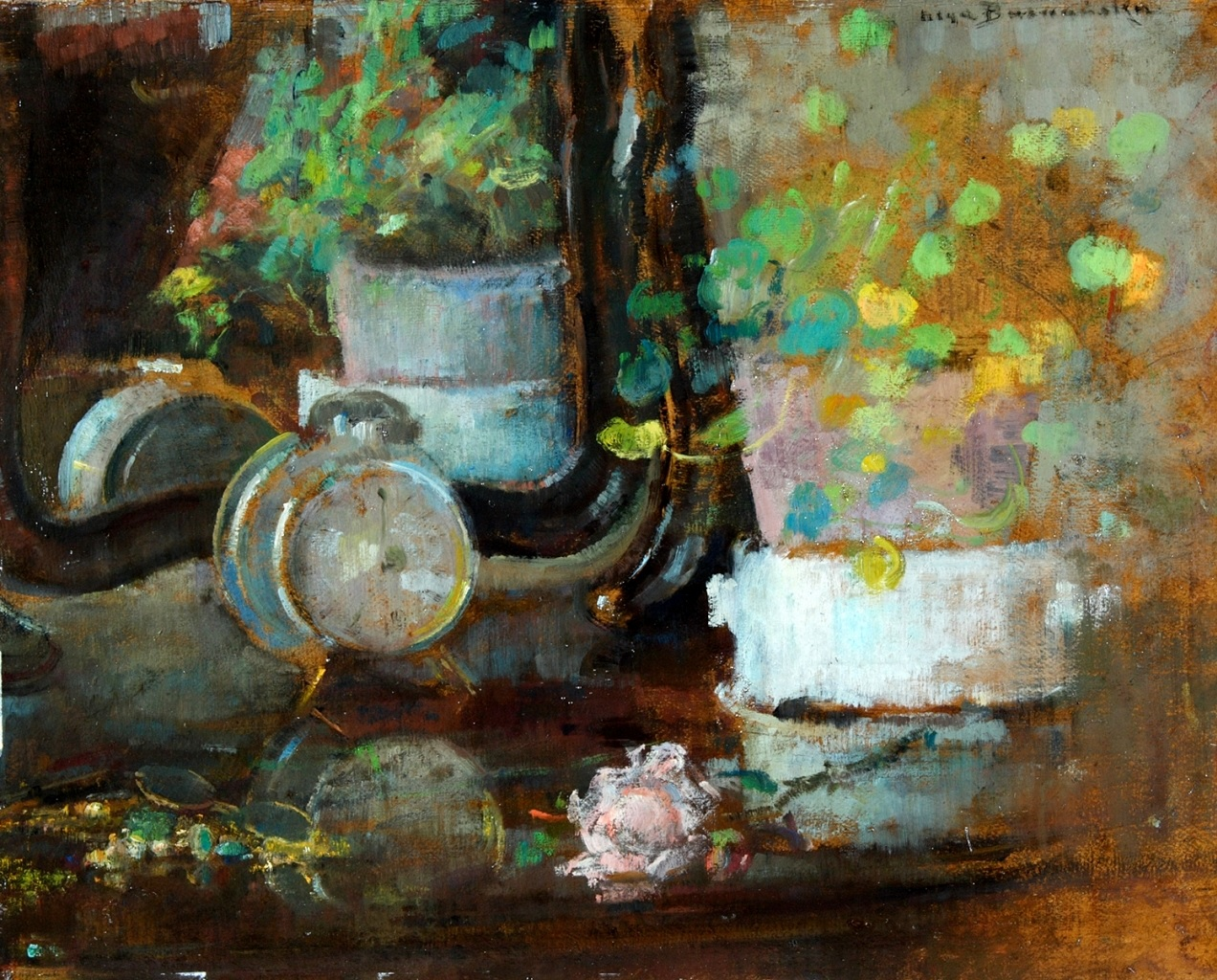
Olga Boznańska Martwa natura z budzikiem
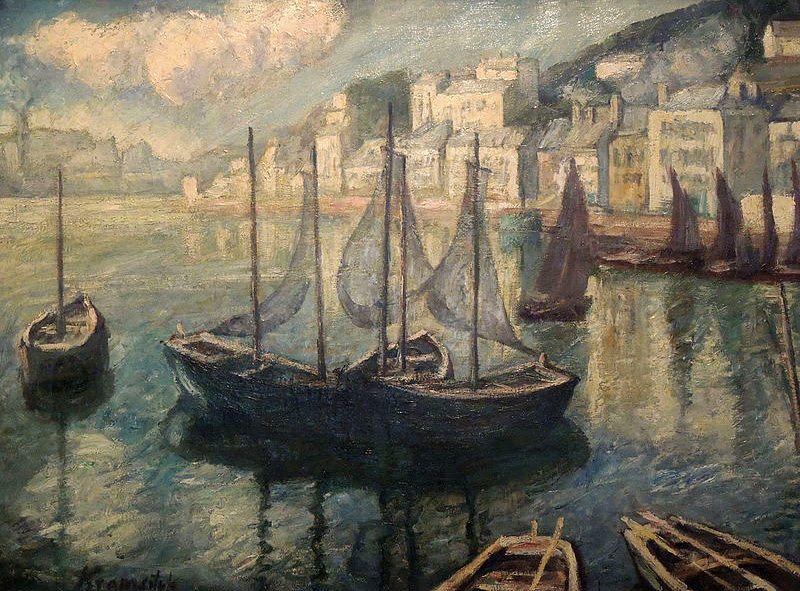
Roman Kramsztyk Port bretoński
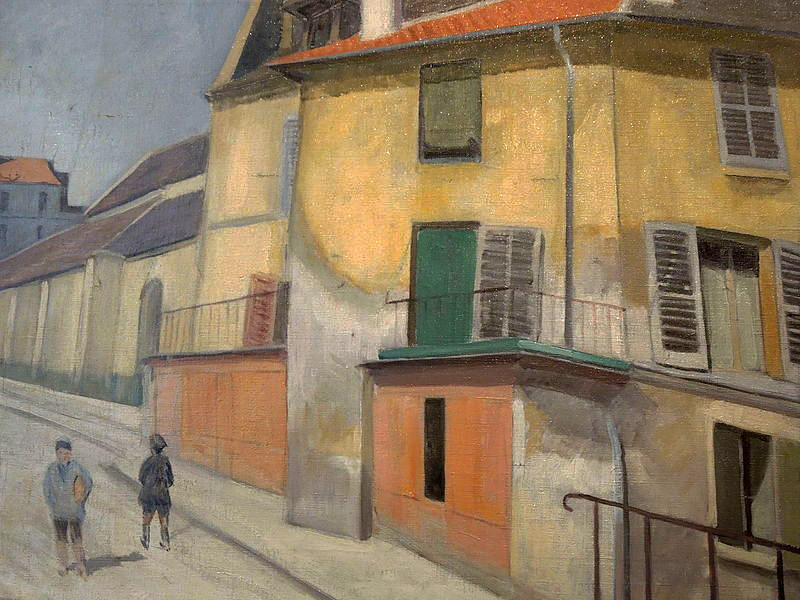
Marcin Samlicki Ulica w miasteczku
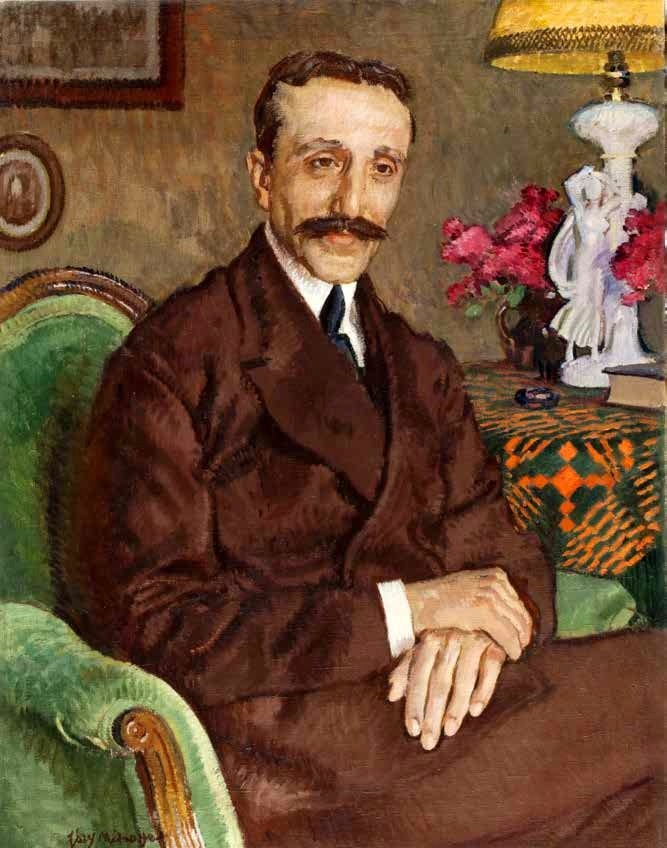
Józef Mehoffer Portret Macieja Radziwiłła
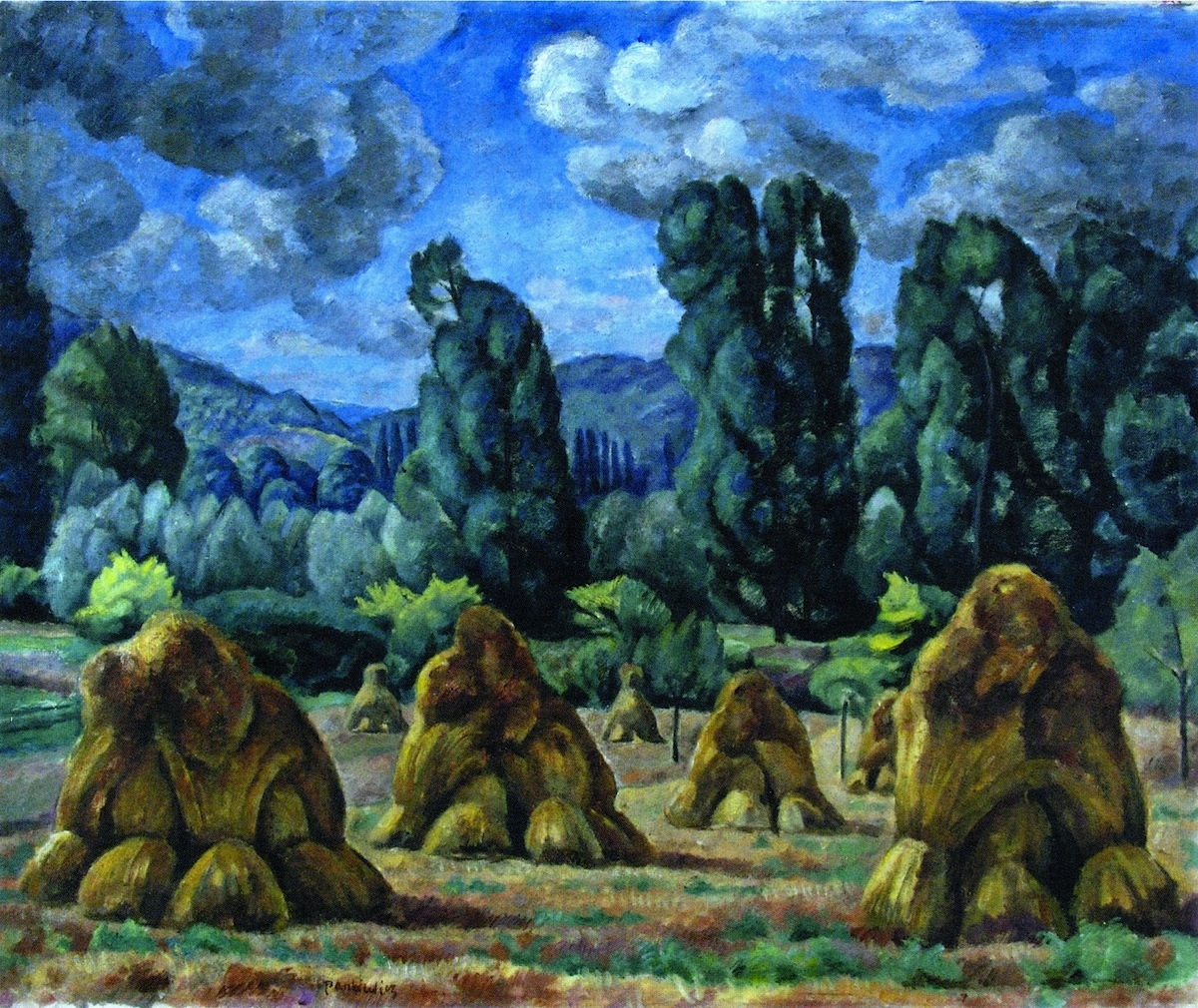
Józef Pankiewicz Sianokosy
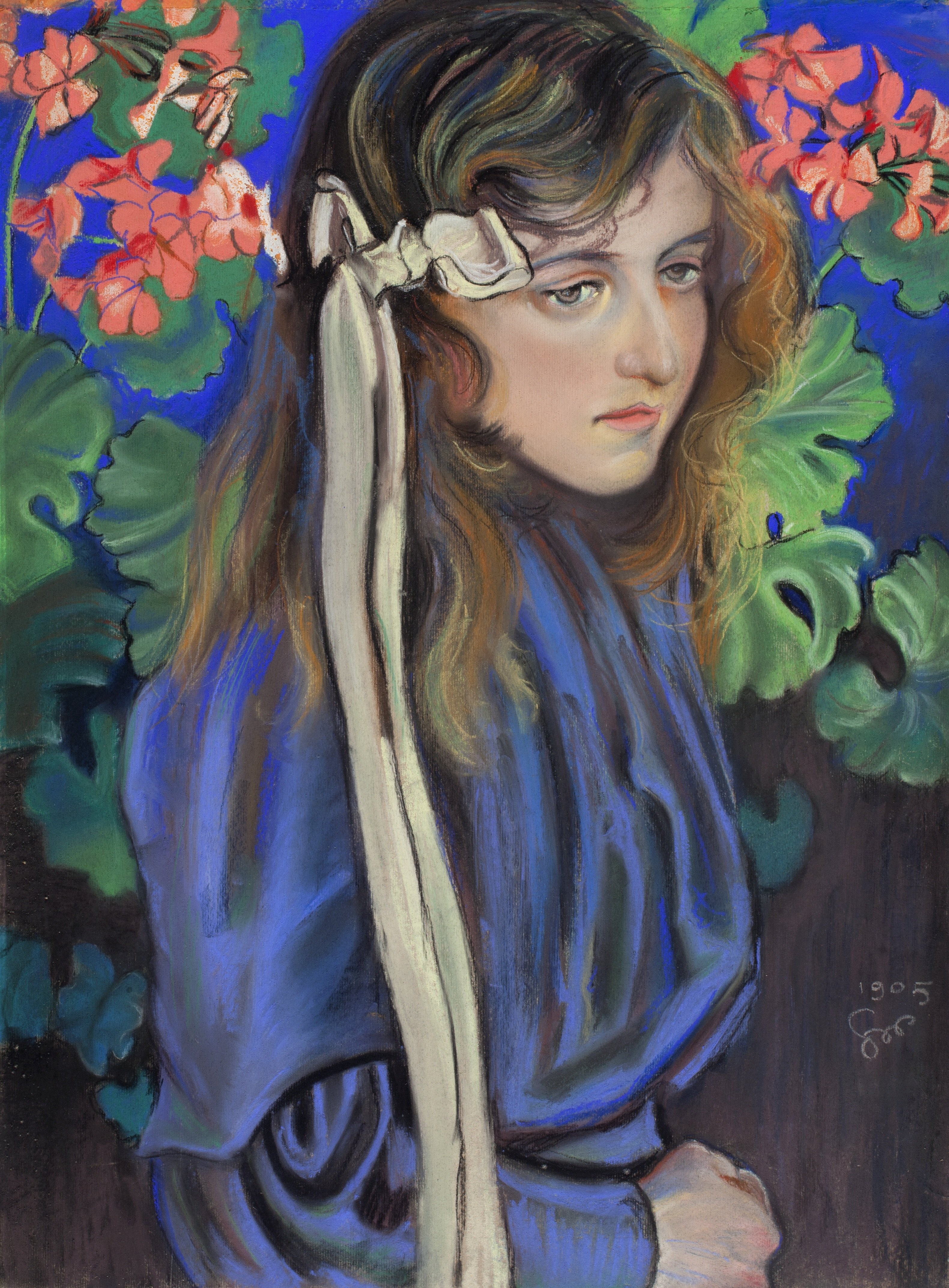
Stanisław Wyspiański Eliza Parenska
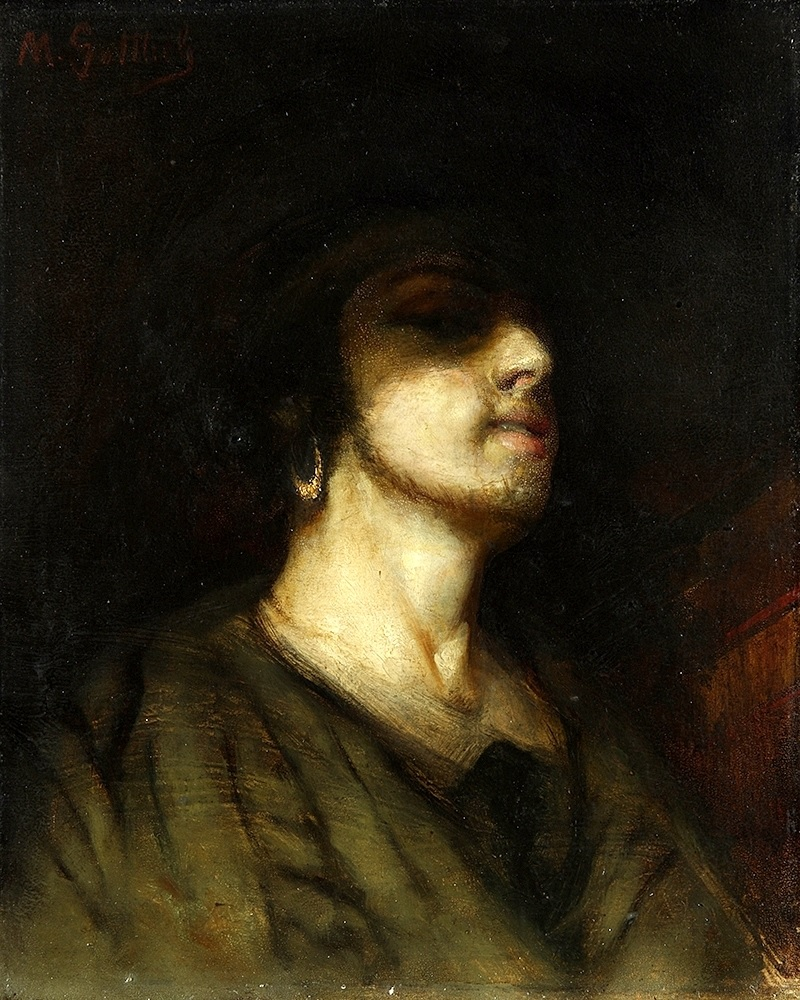
Maurycy Gottlieb Autoportret
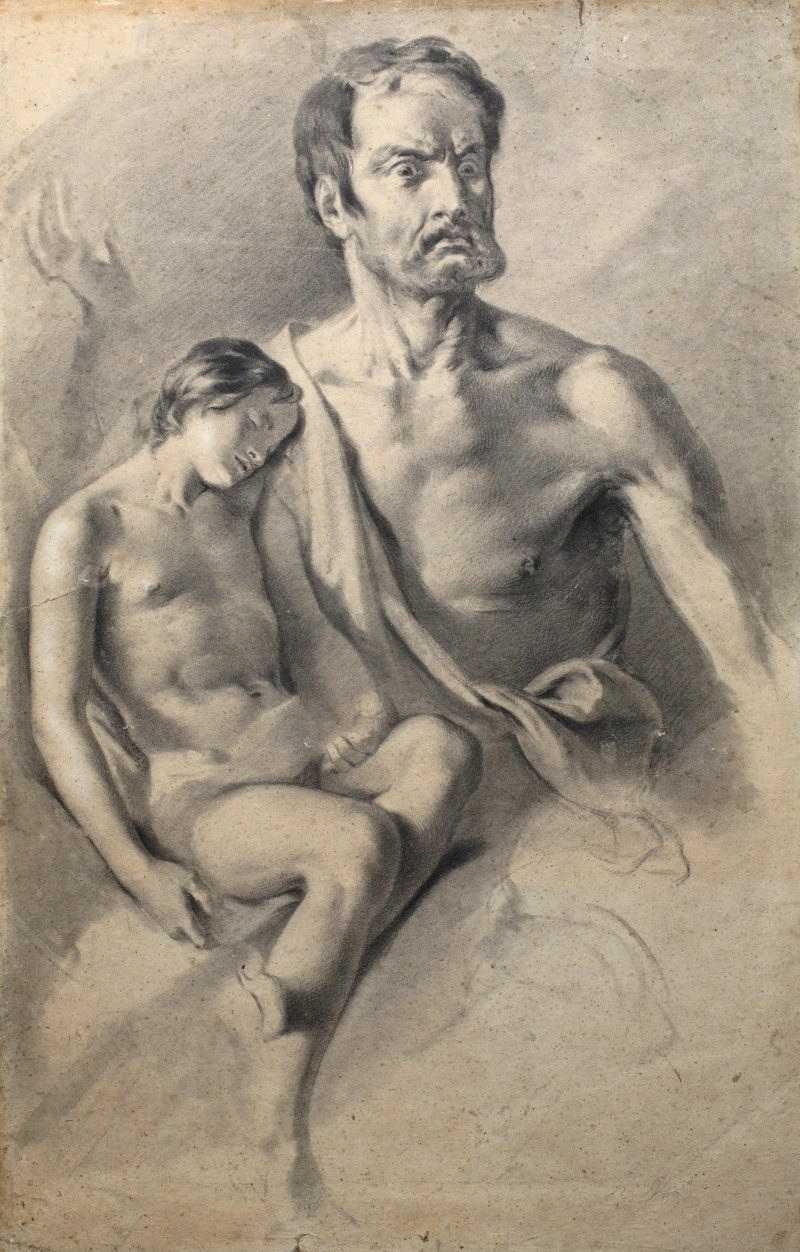
Rafał Hadziewicz Ugolino

### Pałacyk Henryka Sienkiewicza w Oblęgorku

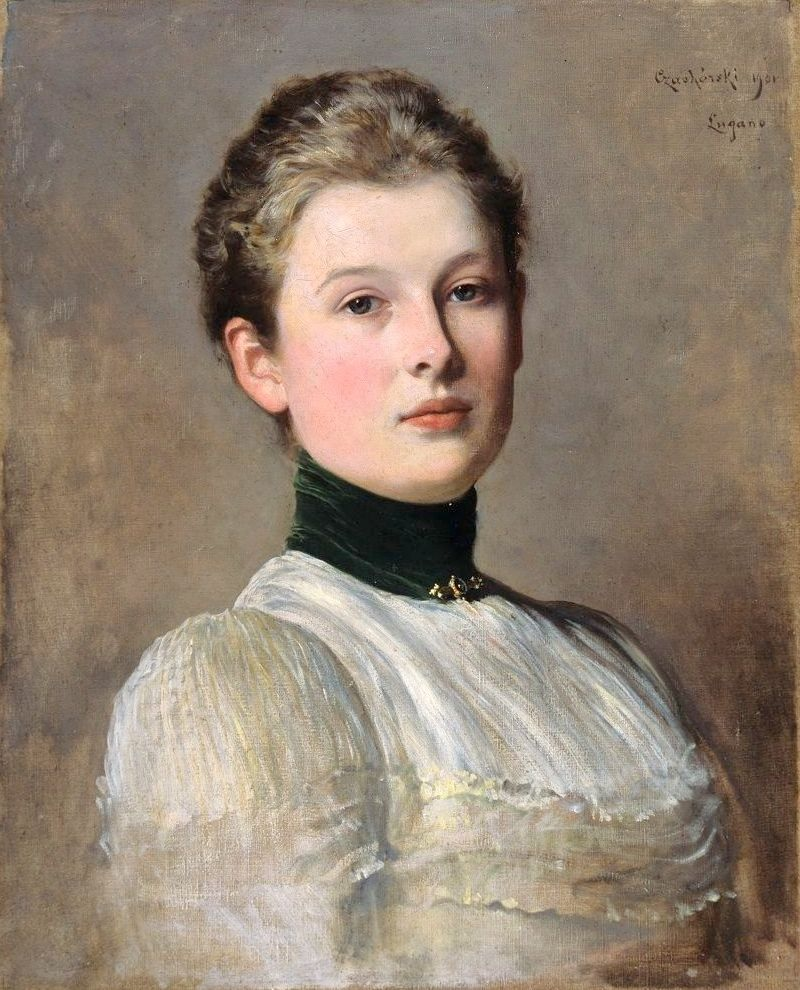
Władysław Czachórski Portret Jadwigi Sienkiewiczówny
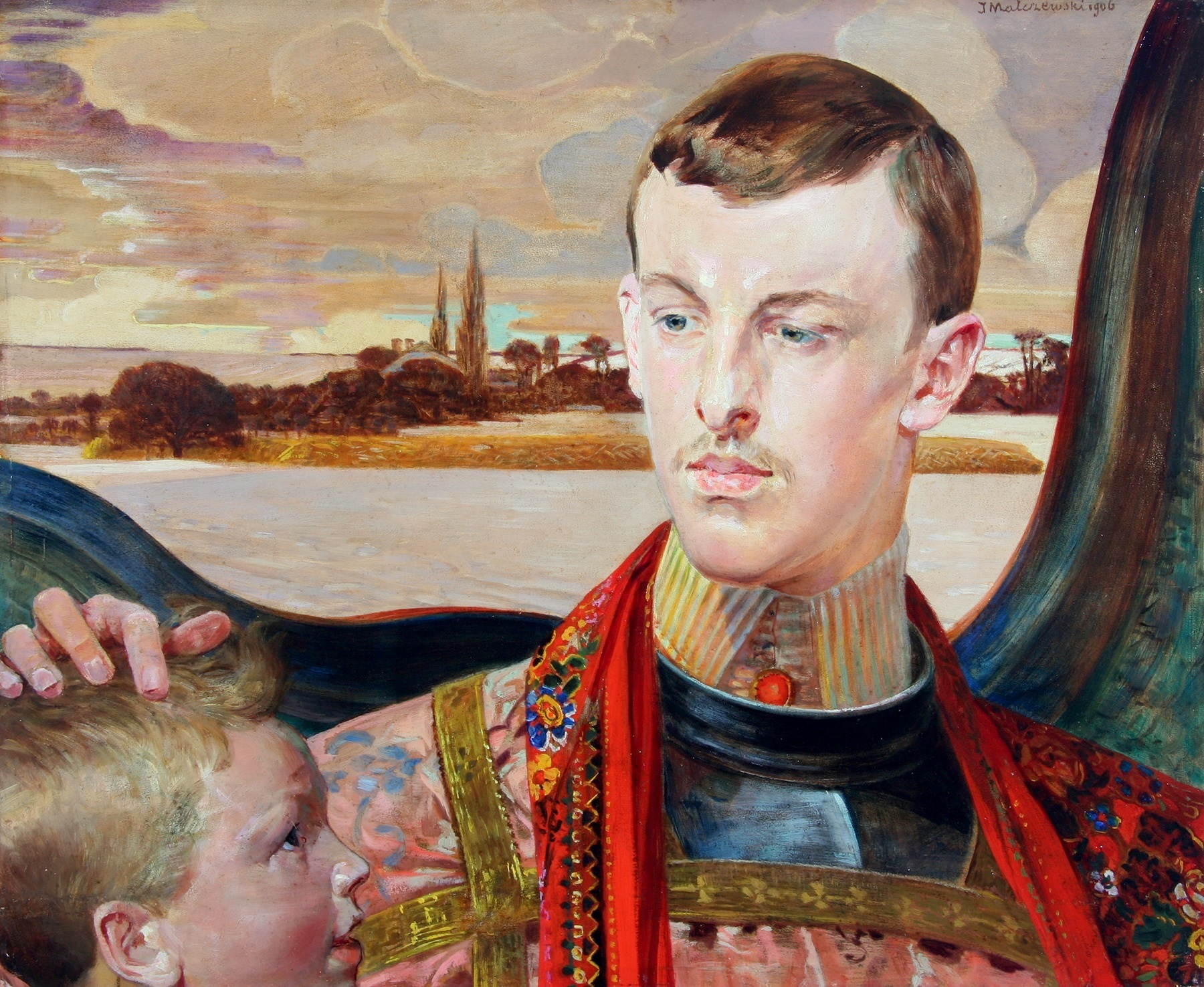
Jacek Malczewski Henryk Józef Sienkiewicz
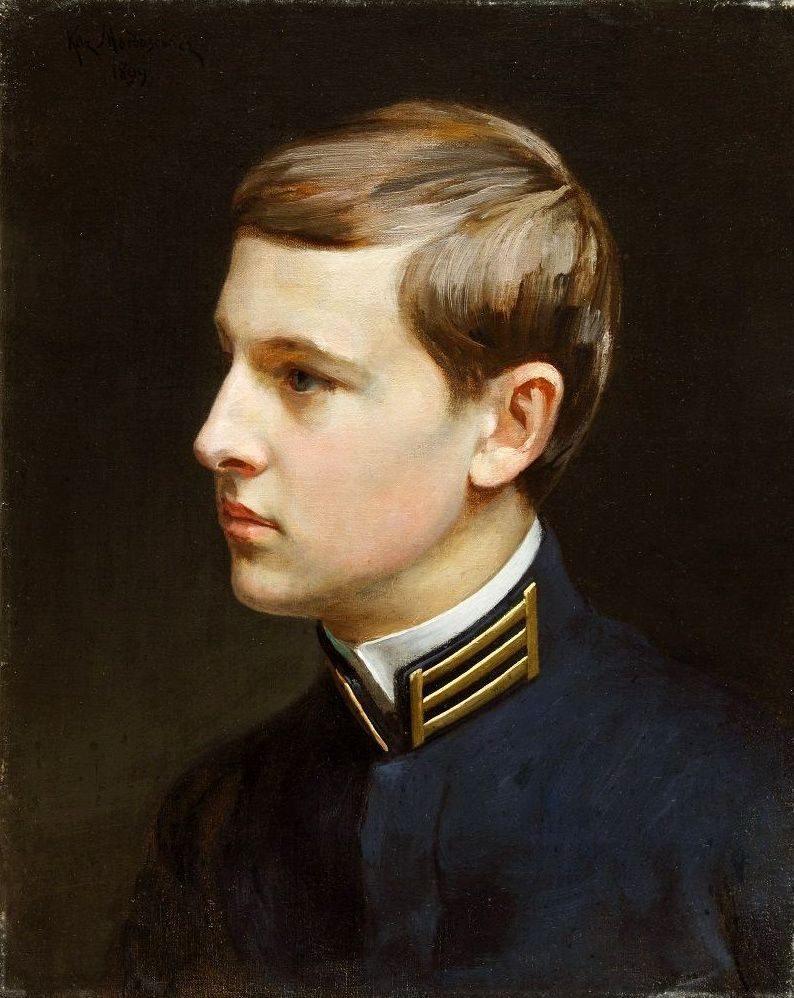
Kazimierz Mordasewicz Henryk Józef Sienkiewicz
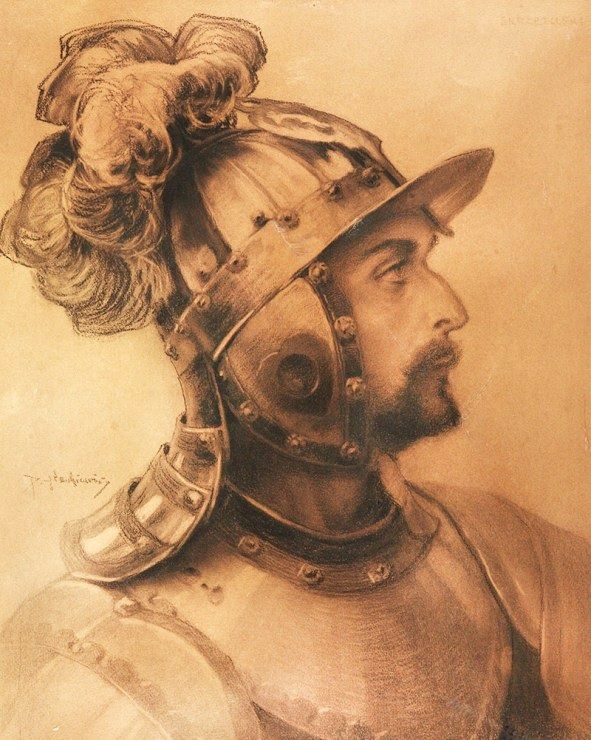
Piotr Stachiewicz Skrzetuski

## Wystawy
2020
- Zygmunt Wasilewski - Stefan Żeromski. Korespondencja wzajemna (Muzeum Lat Szkolnych Stefana Żeromskiego)
- Panna na Oblęgorku i na frankach Nobla - historia życia i twórczości Jadwigi Sienkiewiczówny (Pałacyk Henryka Sienkiewicza w Oblęgorku)
- STRACH (Dawny Pałac Biskupów Krakowskich)
- Szklany dialog. Prace Henryka Albina Tomaszewskiego, Tasiosa Kiriazopoulosa i Jerzego Olszewskiego ze zbiorów MNKi  (Muzeum Dialogu Kultur)

2019
- Obraz Cyganów. Cyganie w obrazach - zbiór cyganaliów z kolekcji Andrzeja Grzymała-Kazłowskiego (Muzeum Dialogu Kultur)
- O stołach i bankietach pańskich. Jak ucztowano w dawnych wiekach (Dawny Pałac Biskupów Krakowskich)
- 30/100_PL. 30 lat Wolności (Muzeum Dialogu Kultur)
- AMERICAN DREAM. PIERWSZA WIELKA PODRÓŻ HENRYKA SIENKIEWICZA (Pałacyk Henryka Sienkiewicza w Oblęgorku)
- ARTUR PTAK OD ALEGORII DO AUTORSKIEGO ZNAKU (Muzeum Dialogu Kultur)
- Między słowem a obrazem. Sztuka ilustratorska w dziełach Żeromskiego (Muzeum Lat Szkolnych Stefana Żeromskiego)
- BEYOND2 Wszechświat natury (Pałacyk Henryka Sienkiewicza w Oblęgorku)
- Portrety wybrane - nieznana twórczość Janusza Buczkowskiego z lat 1958-1985 (Muzeum Dialogu Kultur)

2018
- Biel, Czerwień, Braterstwo (Dawny Pałac Biskupów Krakowskich)
- Stany Zjednoczone. Grzegorz Drozd (Muzeum Dialogu Kultur)
- Bolesław Biegas. Gdy sztuka spotyka się z polityką (Muzeum Dialogu Kultur)
- Czołem Mości Panowie! Kultura staropolska w zbiorach Muzeum Narodowego w Kielcach (Pałacyk Henryka Sienkiewicza w Oblęgorku)
- Sztuka fotoreportażu - zdjęcia Newshy Tavakolian (Muzeum Dialogu Kultur)
- Ojczyzna duszy - Stefana Żeromskiego idea regionalizmu (Muzeum Lat Szkolnych Stefana Żeromskiego)
- ...ego.. - wystawa laureata konkursu plastycznego "Przedwiośnie" (Pałacyk Henryka Sienkiewicza w Oblęgorku)
- Kolory zimy: rękawiczki z Estonii (Muzeum Dialogu Kultur)

2017
- Józef Szermentowski - Franciszek Kostrzewski. Uczeń i pierwszy mistrz (Dawny Pałac Biskupów Krakowskich)
- POŻEGNANIE TABORU w fotografiach Andrzeja Polakowskiego z lat 1966–1967 (Muzeum Dialogu Kultur)
- W rytmie przyrody. Jesień-Zima (Dawny Pałac Biskupów Krakowskich)
- W rytmie przyrody. Lato (Dawny Pałac Biskupów Krakowskich)
- Fantazmaty. Barwny świat polskiej i meksykańskiej sztuki ludowej (Muzeum Dialogu Kultur)
- KAPELUSZE Z GŁÓW! UNIKATOWA KOLEKCJA Z MUZEUM NOVOJICZINSKIEGO (Dawny Pałac Biskupów Krakowskich)
- PIELGRZYM TYSIĄCLECIA - WYSTAWA FOTOGRAFII OJCA ŚWIĘTEGO JANA PAWŁA II (Muzeum Dialogu Kultur)
- GRAFIKA DZIEJÓW. Motywy historyczne w zbiorach graficznych Muzeum Narodowego w Kielcach (Pałacyk Henryka Sienkiewicza w Oblęgorku)
- Niewinne oko nie istnieje (Muzeum Dialogu Kultur)
- W ciemnych pokojach (Muzeum Dialogu Kultur)
- W rytmie przyrody. Wiosna (Dawny Pałac Biskupów Krakowskich)
- Róża Konstancina. Monika Żeromska - córka, artystka, podróżniczka (Muzeum Lat Szkolnych Stefana Żeromskiego)
- Jacek Sienicki. Generalia (Dawny Pałac Biskupów Krakowskich)

2016
- Warsztat ormiański - kunszt detalu (Muzeum Dialogu Kultur)
- Boże Narodzenie w plastyce ludowej (Dawny Pałac Biskupów Krakowskich)
- Sienkiewicza pióro wieczne (Pałacyk Henryka Sienkiewicza w Oblęgorku)
- Nad jeziorem (Muzeum Dialogu Kultur)
- W odpowiedzi na wojnę (Muzeum Dialogu Kultur)
- Rafała Hadziewicza twórcze życie (Dawny Pałac Biskupów Krakowskich)
- Alicja. Ilustracje (Muzeum Dialogu Kultur)
- Żeromski w teatrze i kinie (Muzeum Lat Szkolnych Stefana Żeromskiego)
- Czas mierzony szwajcarskim zegarem (Pałacyk Henryka Sienkiewicza w Oblęgorku)
- Wszystkie dzieci świata (Muzeum Dialogu Kultur)
- W kręgu chasydów (Muzeum Dialogu Kultur)
- Polskie miasta i zamki wg R. Praussa (Dawny Pałac Biskupów Krakowskich)
- Z wewnątrz na zewnątrz (Muzeum Dialogu Kultur)
- Okruchy dzieciństwa jak oceany (Pałacyk Henryka Sienkiewicza w Oblęgorku)
- Dubaj zza złotej zasłony (Muzeum Dialogu Kultur)

2015
- Od manufaktury magnackiej do przemysłu. Ceramika ćmielowska w zbiorach Muzeum Narodowego w Kielcach (Dawny Pałac Biskupów Krakowskich)
- Prawa człowieka. Dostrzegam. Dziedzictwo (Muzeum Dialogu Kultur)
- Wolnomularstwo - poznaj niepoznane (Muzeum Dialogu Kultur)
- Dziewczęta w mundurkach (Muzeum Lat Szkolnych Stefana Żeromskiego)
- Visegrad in Posters - 100 lat na 100 plakatach (Muzeum Dialogu Kultur)
- Historie domalowane. Estońskie ilustracje dla dzieci (Muzeum Dialogu Kultur)
- Dawna zabawka w zbiorach Muzeum Narodowego w Kielcach (Dawny Pałac Biskupów Krakowskich)
- Wenezuela - migawki przyrodnicze (Muzeum Dialogu Kultur)
- Ambasadorzy słowa (Pałacyk Henryka Sienkiewicza w Oblęgorku)
- Urugwaj - dziewiczy raj (Muzeum Dialogu Kultur)
- Pół wieku Muzeum Lat Szkolnych Stefana Żeromskiego
- Creation - Niech się stanie (Muzeum Dialogu Kultur)
- Eduard Veith (1858 – 1925) – malarstwo ze zbiorów Muzeum Novojičínska (Dawny Pałac Biskupów Krakowskich)
- Pejzaż prowincjonalny (Pałacyk Henryka Sienkiewicza w Oblęgorku)

2014
- Szukam poezji w prozie (Pałacyk Henryka Sienkiewicza w Oblęgorku)
- Portret - zwierciadło duszy (Dawny Pałac Biskupów Krakowskich)
- Morze bajki. Nadbałtyckie ilustracje (Muzeum Dialogu Kultur)
- Trylogia - dziwne materii pomieszanie (Pałacyk Henryka Sienkiewicza w Oblęgorku)
- Homo Urbanus Europeanus (Muzeum Dialogu Kultur)
- Dziwne wierszyki... (Muzeum Dialogu Kultur)
- Legiony Polskie 1914–2014 (Dawny Pałac Biskupów Krakowskich)
- Wielka retrospektywa. Wystawa prac Stefana Żechowskiego (Dawny Pałac Biskupów Krakowskich)
- Świętokrzyski diament (Polski Instytut w Pradze)
- Nieskończoność przypomnień. Kielce Stefana Żeromskiego (Muzeum Lat Szkolnych Stefana Żeromskieg)
- TEXTUS, niedostrzegalny wątek (Muzeum Dialogu Kultur)
- Dziewczynka z obrazu. Historia życia Józi Oderfeldówny (Dawny Pałac Biskupów Krakowskich)

2013
- Między nadzieją a zwątpieniem (Pałacyk Henryka Sienkiewicza w Oblęgorku)
- Kształt czasu (Muzeum Dialogu Kultur)
- Kobiety Zbyluta Grzywacza (Muzeum Dialogu Kultur)
- Estonia - kraina rysunku (Muzeum Dialogu Kultur)
- Wystawa fotografii Pawła Pierścińskiego
- Obrazy z labiryntu (Pałacyk Henryka Sienkiewicza w Oblęgorku)
- Visegrad Karma (Muzeum Dialogu Kultur)
- Wielki terror (Muzeum Dialogu Kultur)
- Widzialne/niewidzialne (Muzeum dialogu Kultur)
- Szaleńcy, idealiści, geniusze. W literackim świecie wynalazków (Muzeum Lat Szkolnych Stefana Żeromskiego)

2012
- Calamarius (Muzeum Lat Szkolnych Stefana Żeromskiego)
- Żydowskie Kielce (Muzeum Dialogu Kultur)
- Czas (Dawny Pałac Biskupów Krakowskich)
- XV Międzynarodowe Biennale Krajobrazu (Muzeum Dialogu Kultur)

2011
- Kolor i geometria. Aktualne osiągnięcia sztuki europejskiej nurtu geometrii. kurator francuski Jean-Pierre Viot, kurator polski Bożena Kowalska
- Od secesji do modernizmu. Szkło huty JOSEPHINE 1900 – 1950
- Między naturą a abstrakcją.
- Aforyzmy rysowane. Wystawa rysunków satyrycznych Adama Korpaka  (Kamienica pod Trzema Herbami)
- Sztuka i Magia – Diamenty Regionu Świętokrzyskiego. Krzemień pasiasty. Bruksela (Dom Polski Wschodniej), opr. Paweł Król
- Goście i bywalcy Oblęgorka (Pałacyk Henryka Sienkiewicza w Oblęgorku

2010
- Historia krzemienia. opr. Paweł Król, J.Gągorowska
- Fiński epos Kalevala w ilustracjach Adama Korpaka (Kamienica pod Trzema Herbami)
- Świętokrzyskie kolędowanie. opr. Janina Skotnicka
- Sceny pasyjne w sztuce ludowej wystawa w MN Kielce oraz w Ostrowcu Świętokrzyskim. kurator Janina Skotnicka
- Klocki drzeworytnicze Stefana Mrożewskiego. Warsztat artysty (Kamienica Pod Trzema Herbami)
- Rodziny kieleckie. Fijałkowscy (zbiory geologiczne). komisarze Marcin Kolasa z Muzeum Historii Kielc i Paweł Król MN Kielce
- Święty Florian w tradycji ludowej i pożarniczej. kurator Janina Skotnicka
- Harmonia Wodnika. Witold Januszewski – malarstwo i rysunek. kurator Ewa Bobrowska
- Zabawka ludowa. opr. Janina Skotnicka
- Rzeźby weselsze niż życie. Andrzej Kozłowski. opr. Janina Skotnicka
- Stefan i Majonez. Żeromski dla odmiany
- Biblijne inspiracje. Motywy religijne w sztukach plastycznych. Kuratorzy Anna Kwaśnik-Gliwińska i Elżbieta Jeżewska
- Archeolog na probostwie. Ks. Stanisław Skurczyński (1892 – 1972) (Kamienica pod Trzema Herbami)
- Odmiany stroju ludowego na Kielecczyźnie
- Dekada. 10 lat Instytutu Sztuk Pięknych UJK (Kamienica Pod trzema Herbami)
- Tradycyjne i współczesne ozdoby świąteczne opr. Janina Skotnicka
- Aniołowie w malarstwie Marianny Wiśnios opr. Janina Skotnicka (Kamienica Pod trzema Herbami)
- Z ceramiką przez wieki. opr. Janina Skotnicka, Paweł Król, Jolanta Gągorowska, Magdalena Śniegulska-Gomuła

2009
- Historia i Polonia. kurator wystawy Anna Myślińska
- Śladami Kultury Żydowskiej (Kamienica Pod Trzema Herbami) projekt Otwockie Centrum Kultury i fotograf Tomasz Brzostek
- W stronę Schulza – autorzy Jan Bończa-Szabłowski i Maciej Starczewski (Kamienica Pod Trzema Herbami)
- Zapisy Przemian sztuka polska z kolekcji Krzysztofa Musiała. kurator wystawy Iwona Rajkowska
- Broń palna Kuchenreuterów w zbiorach polskich. kurator wystawy Ryszard de Latour
- Jerzego Kołacza Mapy pamięci. we współpracy z Ośrodkiem Kultury i Sztuki we Wrocławiu

2008
- Gen. bryg. August Emil Fieldorf "Nil" w 55. rocznicę śmierci
- Donatorzy Muzeum Narodowego w Kielcach
- Początki...Pamiątki po Muzeum Kieleckiego Oddziału Polskiego Towarzystwa Krajoznawczego ze zbiorów Muzeum Narodowego w Kielcach

2007
- Pasja zbierania. Kolekcja Ryszarda Z. Janiaka. kurator Ryszard de Latour
- Prezentacja ceramiki ćmielowskiej z daru Grażyny i Wiesława Stachurskich

2006
- Motywy mitologiczne w sztukach plastycznych (ze zbiorów Muzeum Narodowego w Kielcach i Muzeum Pałacu w Wilanowie)
- Biblioteka klasztoru benedyktynów na Świętym Krzyżu
- Gwiazdozbiór czyli Sienkiewicz a środowiska artystyczne, komisarz wystawy Małgorzata Gorzelak

2005
- W dawnych Kielcach. Fotografie ze zbiorów Działu Historii Muzeum Narodowego w Kielcach - kurator Jan Główka
- Danuta Leszczyńska-Kluza. Malarstwo i grafika
- Tak nas nauczał..... Jan Paweł II w fotografii Arturo Mari
- Sztuka Kielecczyzny po 1945 roku...

2004
- Fantastyczne Światy Wojciecha Siudmaka – kurator wystawy: Iwona Rajkowska
- Szkło europejskie XVII - XX wieku
- Malarstwo Bolesława Cetnera. Budzą nas kolory
- Wolski. Obecność w sztuce
- Samuel Tepler (1918 – 1998). malarstwo, rysunek, grafika z kolekcji Davida Malka
- Leszka Mądzika – pejzaże wyobraźni. Fotografia – Plastyka – Teatr

2003
- Leszek Wyczółkowski – grafika
- Żydzi w Polsce. Swoi czy obcy?
- Karol Hiller (1891 – 1939). Nowe widzenie - malarstwo - heliografika - rysunek - grafika
- Leon Wyczółkowski (1852 -1936). W 150 rocznicę urodzin artysty
- Sztuka inspirowana tradycją
- XXV lat pontyfikatu Ojca Świętego Jana Pawła II
- Dar Mariana i Ireny Ney - Bigo

2002
- Zwiewne piękno. Wachlarze Zachodu i Wschodu
- Marian Czapla w 30-lecie pracy twórczej
- Era krzemu, opr. Paweł Król, Jolanta Studencka (PIG Kielce)

2001
- Piotr Michałowski (1800-1855)
- Henryk Czarnecki (1889-1972) – komisarz wystawy Iwona Rajkowska
- Józef Czapski – 18 obrazów z kolekcji rodziny Popiel de Boisgelin - komisarz wystawy Elżbieta Jeżewska
- Świat fantazji Józefa Deskur - komisarz wystawy Małgorzata Gorzelak
- Pokaz ilustracji Juliusza Kossaka do powieści Henryka Sienkiewicza Ogniem i mieczem
- Pod opieką św. Barbary, opr. Paweł Król, Jolanta Studencka (PIG Kielce).

2000
- Pan Tadeusz – sztuka filmowa w muzeum - komisarz wystawy Jan Główka
- Ornamenta ecclesiae. Sztuka sakralna diecezji kieleckiej - komisarz wystawy Krzysztof Myśliński
- Rafał Olbiński. Malarstwo i grafika - komisarz wystawy Iwona Rajkowska
- Wapienne skarby, opr. Paweł Król, Jolanta Studencka (PIG Kielce)

Wystawy przed 2000 rokiem
- Sztuka Kielecczyzny po 1945 r.
- Motywy mitologiczne w sztukach plastycznych
- Sztuka niemiecka 1450-1800 w zbiorach polskich (1996)
- Sławne bitwy oręża polskiego (1997)